# Prismatic colors
『Prismatic colors』（プリズマティックカラーズ）は、橋本みゆきの2枚目のベスト・アルバムである。

## 概要
内訳としてシングル3曲・カップリング3曲（うち両A面1曲）・コンピレーション収録4曲・初収録3曲の全13曲が収録されている。なお、7枚目のシングル「Cosmic Rhapsody」は収録されていない。

## 収録曲
1. 虹色センチメンタル
  - 作詞：畑亜貴 / 作曲：中野慎也 / 編曲：宅見将典
  - 8thシングル。
2. screaming
  - 作詞：AlAi / 作曲：アッチョリケ / 編曲：鈴木マサキ
  - 6thシングル。
3. Especially
  - 作詞：くみはし侑 / 作曲・編曲：宇佐美宏
  - 『Songs From D.C.II』収録。
4. ペパーミント
  - 作詞：田辺智沙 / 作曲：mia / 編曲：鈴木雅也
  - 『君色100％』カップリング曲。
5. Astraea
  - 作詞・作曲：橋本みゆき / 編曲：鈴木マサキ
  - 『“MUV-LUV”collection of Standars Edition songs divergence』収録。
6. little wish
  - 作詞：西又葵 / 作曲：アッチョリケ / 編曲：鈴木マサキ
  - アルバム初収録曲。
7. 太陽に手をのばせ
  - 作詞：mavie / 作曲：田村信二 / 編曲：鈴木マサキ
  - 『高機動幻想 ガンパレード・オーケストラ OPテーマ主題歌集』カップリング曲。
8. Prismatic colors
  - 作詞・作曲：橋本みゆき / 編曲：鈴木マサキ
  - 初収録。本作のための書き下ろしでアルバムタイトル曲。
9. Growth
  - 作詞：みやび / 作曲・編曲：安瀬聖
  - 『紫盤 VOCAL SELECTION』収録。
10. Ageless Love
  - 作詞：西又葵 / 作曲・編曲：アッチョリケ
  - 『Happy Dream/Ageless Love』の両A面曲。
11. 微熱S.O.S!!（solitude version）
  - 作詞：畑亜貴 / 作曲：黒須克彦 / 編曲：鈴木マサキ
  - 9thシングルのアレンジバージョン。
12. 青空の見える丘で
  - 作詞：サイトウケンジ / 作曲・編曲：黒須克彦
  - 『青空の見える丘 オリジナルサウンドトラック』収録。
13. 永遠に咲く花
  - 作詞：みやび / 作曲・編曲：黒須克彦
  - 初収録曲。

## タイアップ
- テレビアニメ「Gift 〜eternal rainbow〜」OP主題歌（#1）
- テレビアニメ「Soul Link」OP主題歌（#2）
- パソコンゲーム「D.C.II 〜ダ・カーポII〜」第2部OP主題歌（#3）
- OVA「いちご100%」ED主題歌（#4）
- パソコンゲーム「マブラヴ（限定解除版）」ED主題歌（#5）
- テレビアニメ「SHUFFLE! MEMORIES」イメージソング（#6）
- PS2ゲーム「ガンパレード・オーケストラ 緑の章 〜狼と彼の少年〜」OP主題歌（#7）
- パソコンゲーム「秋色謳華」OP主題歌（#9）
- パソコンゲーム「Really? Really!」挿入歌（#10）
- テレビアニメ「アイドルマスター XENOGLOSSIA」OP主題歌（#11）
- パソコンゲーム「青空の見える丘」OP主題歌（#12）
- パソコンゲーム「みはる 〜あるとアナザーストーリー〜」ED主題歌（#13）